# 입사동공

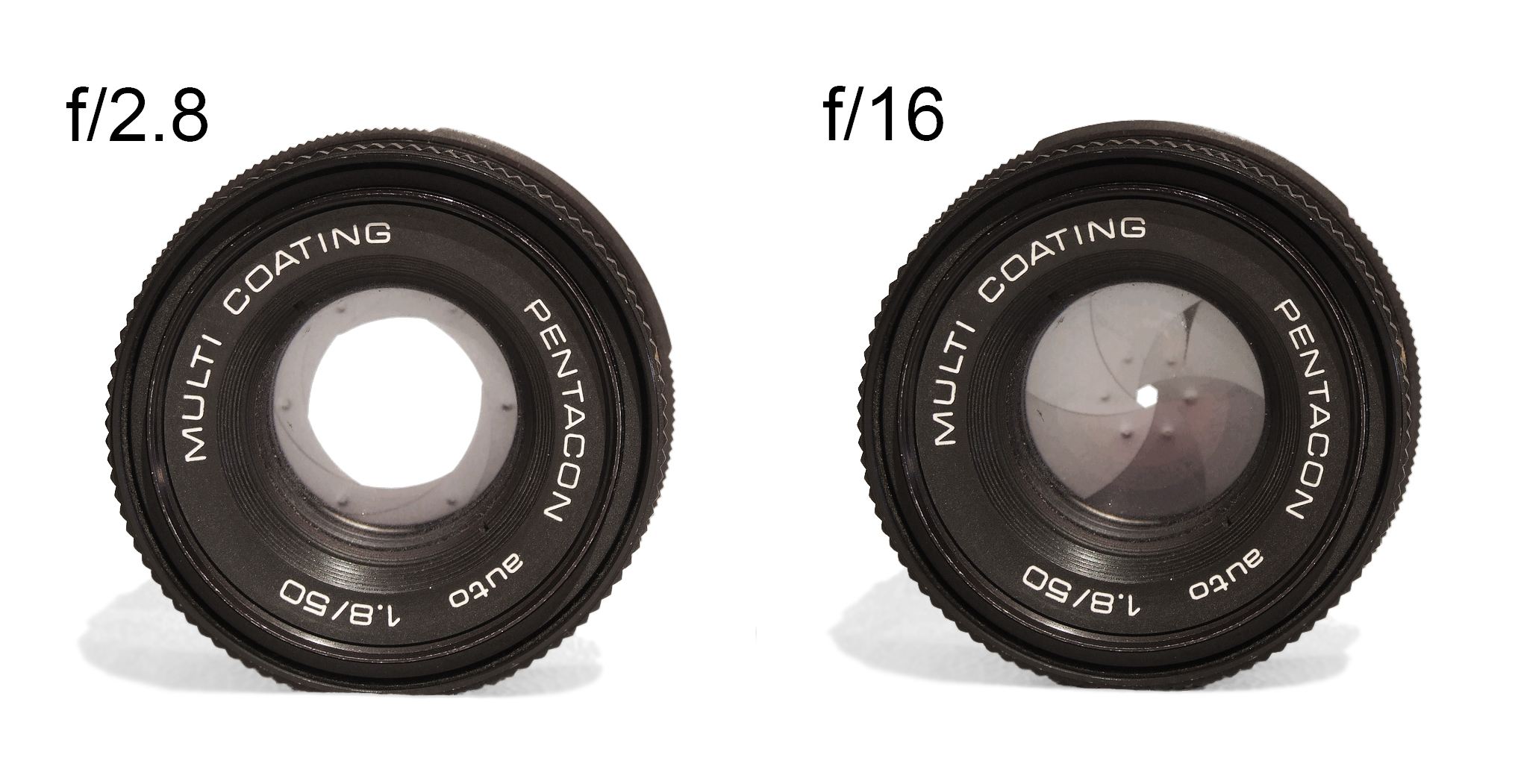
조리개를 크게 열었을 때와 작게 열었을 때의 사진기 렌즈. 렌즈의 앞을 통해서 보이는 물리적인 조리개 구멍의 이미지가 입사동공이다. 입사동공의 위치와 크기는 렌즈의 상 확대에 따라 실제 물리적인 조리개와 달라진다.

광학 시스템에서 입사동공(入射瞳孔)은 렌즈 시스템의 앞쪽에서 바라봤을 때 보이는 구멍(aperture)의 이미지를 말한다. 렌즈의 뒤쪽을 통해 보이는 구멍의 모습은 출사동공이라고 한다. 바늘구멍 사진기에서와 같이 구멍의 앞쪽에 렌즈가 없으면, 실제 구멍의 위치 및 크기가 곧 입사동공의 위치와 크기가 된다. 구멍 앞에 광학적인 장치가 있으면 구멍의 실제 물리적 위치보다 멀리 보이거나 가까이 보이게 되어 구멍이 확대되거나 축소되어 보인다. 보통의 경우, 입사동공은 허상이며 시스템 제1면의 뒤쪽에 있다.
입사동공의 기하학적 위치는 사진기의 시각(視角, angle of view)의 꼭짓점이며, 곧 투영의 중심점이다. 사진기를 회전시켜가며 찍은 여러 장의 사진을 이어붙여 파노라마 사진을 만들 때에 이 위치가 중요한데, 입사동공의 위치를 중심으로 회전시켜야 평행이동으로 생기는 왜곡을 없앨 수 있기 때문이다. 파노라마 사진가들은 입사동공을 제2주점으로 잘못 알고 있는 경우가 있으나 서로 다른 개념이다.

## 같이 보기
- F 값
- 출사동공